# Перм I
Перм I (Перм-Перша рос. Пермь I) — залізнична станція Пермського регіону Свердловської залізниці, розташована у місті Перм, Росія. Залізничний вокзал станції є одним з найстаріших в Пермі і віднесений до архітектурних пам'яток культурної спадщини.
Вантажні (6 колій) і пасажирські (3 колії, 1 з них транзитна) парки станції розміщені лінійно один за одним.

## Історія
В 1874 році було прийнято рішення з'єднати уральські міста залізницею.
В 1874—1878 відбулось будівництво Уральської гірничозаводської залізниці (Перм — Єкатеринбург I). Перший робочий поїзд від Пермі до Єкатеринбурга проїхав 27 лютого, а 1 (13) жовтня по дорозі відкрито регулярне залізничне сполучення. Спочатку залізнична станція Перм мала тупиковий характер. Але з будівництвом у 1895—1899 рр. Перм-Котласької залізниці (Перм — Вятка — Котлас) колії були продовжені далі вздовж берегового схилу і через побудований Камський залізничний міст і станція здобула наскрізний рух.
В 1911 році станція Перм була перейменована на Перм I.

## Пасажирський рух
Зі станції відправляються приміські поїзди у напрямку Горнозаводська. Через станцію прямує велика кількість місцевих електропоїздів і поїздів далекого прямування. Міська електричка, поїзди горнозаводського напрямку до Углеуральского, Чусового, Кизел, фірмовий поїзд «Північний Урал», прямує до Солікамська.